# Lejeunea anisophylla
Lejeunea anisophylla là một loài Rêu trong họ Lejeuneaceae. Loài này được Mont. mô tả khoa học đầu tiên năm 1861.